# Stadio Giuseppe Moccagatta
Lo stadio Giuseppe Moccagatta è un impianto calcistico di Alessandria.
Ospita gli incontri casalinghi dell'Alessandria, principale società dell'omonima città piemontese, fin dal 1929; inoltre dal 2018 al 2024 è stato il campo casalingo della Juventus Next Gen, la seconda squadra della Juventus. Nel 2001, a causa dei simultanei lavori di adeguamento dello stadio comunale di Valenza, fu brevemente il terreno interno anche per la Valenzana.
Esempio di costruzione sportiva neoclassica in Italia, la facciata dell'impianto fu dichiarata nel 2016 bene tutelato sottoposto a vincolo architettonico dal Ministero dei beni e delle attività culturali e del turismo (MiBACT).

## Storia

### Primi decenni
Nel 1929 l'Alessandria, appena ammesso alla nuova Serie A a girone unico, era tra le maggiori squadre del calcio italiano. In quest'ottica il vecchio campo sportivo del quartiere Orti (detto ironicamente il pollaio per le sue strutture lignee a carattere non permanente e la fabbrica del fango per il terreno umido e scivoloso), dove i grigi giocavano dal 1919 le loro gare interne, non era più adeguato ad accogliere la pratica calcistica cittadina.
Tra il 1927 e il 1928, su pressione delle autorità locali e nazionali, venne pertanto presentato un progetto che prevedeva l'allestimento d'un innovativo centro polisportivo: conformemente alle prassi del regime fascista, lo stadio "propriamente detto" avrebbe dovuto includere anche una pista d'atletica, mentre nelle pertinenze si sarebbe ricavata una piscina ed addirittura un monumento ai Caduti. Quest'ultimo punto in particolare suscitò vaste perplessità, sicché il progetto venne fortemente ridimensionato in favore di un'arena a solo uso calcistico.
I lavori di costruzione procedettero celermente e già il 6 ottobre 1929 l'Alessandria poté giocare la sua prima partita presso il "Campo del Littorio", che fu poi inaugurato ufficialmente il 28 di quel mese, in occasione del settimo anniversario dalla marcia su Roma.
Edificato in stile neoclassico, il 22 ottobre 1946, con la caduta del regime, lo stadio venne intitolato al presidente della squadra, nonché sindaco della città piemontese, Giuseppe Moccagatta, deceduto esattamente un mese prima.
La capienza degli spalti raggiunse finanche i 25 000 posti nel 1956, per poi andare incontro a una drastica riduzione, in particolare a seguito delle inondazioni del Tanaro nel 1994, ove le tribune vennero largamente "ridisegnate" e le misure del terreno di gioco fissate a 105 × 68 m, in conformità con i dettami del calcio professionistico.

### I lavori del terzo millennio

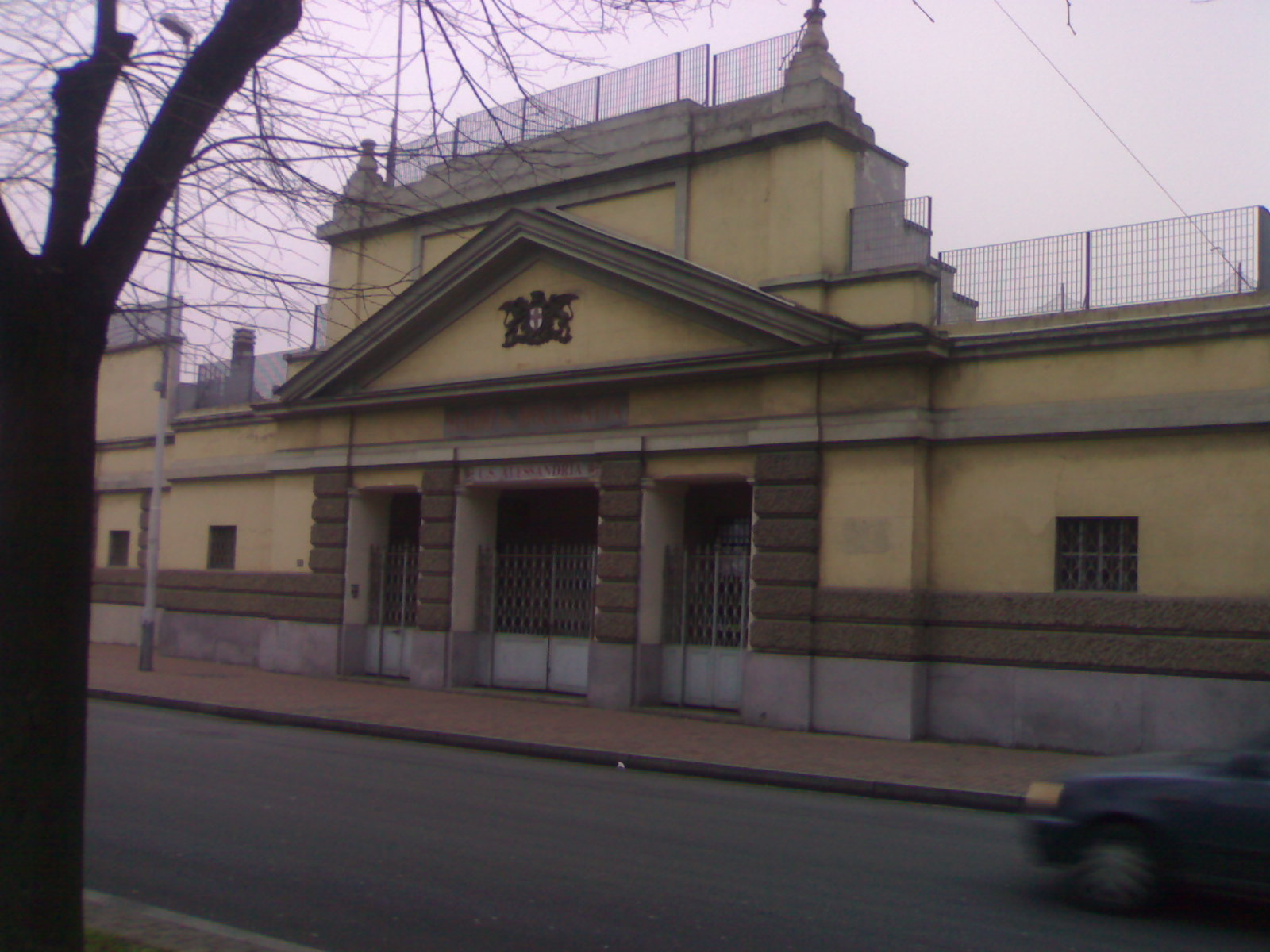
Una veduta della facciata dell'impianto (2006)

A partire dal secondo semestre del 2009 vi sono stati lavori di manutenzione, come l'installazione di un nuovo tabellone elettronico e la totale ricostruzione della curva nord con struttura rettilinea addossata al terreno di gioco, ultimata nel mese di gennaio 2010.
Nel 2016, la facciata dell'impianto, situata sul lato sud, fu dichiarata bene tutelato sottoposto a vincolo architettonico dal MiBACT. A fine giugno del medesimo anno, la giunta del comune di Alessandria, capeggiata dalla sindaca e presidente della provincia Maria Rita Rossa, approva il progetto di totale riqualificazione dello stadio, con contestuale aumento di capienza, per la stagione 2017-2018. Il progetto è stato presentato nella serata del 17 novembre 2016 e la fine lavori è stata poi celebrata da una cerimonia d'inaugurazione il 29 novembre 2017 con un investimento complessivo di 2 400 000 euro. Sono stati ristrutturati il settore sud (con annessa riqualificazione della facciata storica e manutenzione straordinaria degli uffici della sede societaria), la tribuna coperta (consolidata e ristrutturata internamente, nonché dotata di una nuova area spettatori "privilegiata" - denominata Pitch View - nel vecchio parterre) e la gradinata scoperta (completamente ricostruita e poi dotata di seggiolini grigi e amaranto, disegnanti lo slogan motivazionale Adoss Grison), per un totale di poco più di 6 000 posti tutti a sedere. Piccoli lavori sono altresì stati eseguiti sulla curva nord, a sua volta provvista di seggiolini.
Il 25 luglio 2019 il Torino ha usufruito dell'impianto alessandrino per la sfida del preliminare di Europa League contro gli ungheresi del Debrecen, non potendo utilizzare lo Stadio Olimpico Grande Torino che era contestualmente teatro di un concerto.
Nella stagione 2019-2020 lo stadio accoglie le gare interne della Juventus Women, limitatamente ai turni di Champions League femminile.
Nella stagione 2024-2025 il Moccagatta ha accolto una partita della squadra femminile alessandrina, ovvero l'ACF Alessandria, nella semifinale di Coppa Italia di Categoria, vinta per 6-0 contro l'Alba Bra Women. 
Prima partita Alessandria (Serie A 1929-1930)
| Arbitro: | Rovida (Milano) |

|                                   |           |          |
| Alessio 8’ Avalle 53’ Ferrari 75’ | Marcatori | 39’ Volk |

## Dati tecnici
- Tribuna VIP coperta: 70
- Tribuna laterale coperta: 903
- Tribuna stampa coperta: 28
- Spicchio sud/ovest: 155
- Tribuna zona "Pitch View": 282
- Rettilineo: 1822
- Gradinata nord (tifosi locali): 1886
- Curva sud (tifosi ospiti): 780
- Settore disabili: 28
- Separazione interna: cancellata
- Tabellone: display
- Altoparlanti: sì
- Telone protezione campo: sì
- Illuminazione campo: regolare